# Sesamia steniptera
Sesamia steniptera là một loài bướm đêm trong họ Noctuidae. Loài này được Hampson miêu tả khoa học lần đầu tiên năm 1914.